# فرودگاه اور (اندونزی)
فرودگاه اوِر (به انگلیسی: Ewer Airport) یک فرودگاه با کد یاتا EWE است . این فرودگاه در کشور اندونزی قرار دارد .